# 457-мм/55 морское орудие
457-мм 55-калиберное морское орудие — проект тяжёлого артиллерийского орудия, которое планировалось для установки на один из вариантов линкора Проекта 24. Планировалось создать самое мощное в своём калибре орудие с наиболее тяжёлым снарядом и наиболее высокой скоростью снаряда, а также с самой высокой дальнобойностью.

## Предыстория
Первым в стране проектом 18-дюймового орудия стало 457/45 орудие Обуховского Сталелитейного завода. По предварительным данным оно имело очень высокие для своего времени характеристики — вес снаряда 1586 кг со скоростью 890 м/с, то есть по дульной энергии должно было значительно превосходить все существовавшие на тот момент орудия — превосходило оно в том числе и орудие линкора Ямато, спроектированное в 1939 году, с весом снаряда в 1460 кг и начальной скоростью в 780 м/с, причём более слабое орудие Ямато имело дальность стрельбы до 45 км, то есть теоретически дальность стрельбы из русского 457/45 орудия могла достигнуть 50 км. Однако сам проект детально не прорабатывался — по крайней мере, чертежей не сохранилось.

## Проектирование
Первые наработки появились ещё в 1930-е годы, когда были предложены несколько вариантов линкора с 406-мм и 457-мм артиллерией главного калибра, самым большим из которых стал вариант с четырьмя счетверёнными 457-мм установками (также годом позднее были проекты линкоров и с орудиями ещё большего калибра — 500 и 530 мм). Но только в 1940-е годы, когда началось проектирование линейных кораблей Проекта 24, орудие было детально проработано в проекте.
В проекте вес снаряда мог составлять от 1580 до 1720 кг, вес заряда составлял 620 кг, начальная скорость снаряда варьировалась от 820 до 850 м/с, дальнобойность — от 49 до 52 км.
Сравнительная таблица 457-мм орудий разных стран:
| Страна                          | СССР      | США      | США      | Япония | Великобритания | Франция                  |
| ------------------------------- | --------- | -------- | -------- | ------ | -------------- | ------------------------ |
| Год создания проекта            | 1940-е    | 1920     | 1920     | 1939   | 1920           | 1930-е                   |
| Марка орудия                    | -         | Mk.I     | Mk.A     | Тип 94 | Mk.II*         | Нет данных               |
| Длина ствола, клб               | 55        | 48       | 47       | 45     | 45             | Нет данных               |
| Вес снаряда, кг                 | 1580-1720 | 1315     | 1746,3   | 1460   | 1506           | 1400                     |
| Вес заряда, кг                  | 620       | 403,7    | 403,7    | 360    | 367            | Нет данных               |
| Начальная скорость снаряда, м/с | 820-850   | 823      | 732      | 780    | 762            | 875                      |
| Дальнобойность, км              | 49-52     | Около 39 | около 39 | 45     | 38             | Нет данных, не менее 40  |
| Скорострельность, в/м           | 2         | 1,5-1,75 | 1,5-1,75 | 1,5-2  | 1,5-2          | Нет данных, не менее 1,5 |

- Различные источники дают различные данные по этому орудию, в связи с большим разнообразием снарядов для этого орудия в разные годы — 1920, 1921 и 1922.

Как видно из таблицы, советское орудие было наиболее поздним из 18-дюймовых орудий, но и наиболее мощным. Другие орудия имеют либо тяжёлый снаряд, но низкую начальную скорость, либо лёгкий снаряд, но высокую начальную скорость.

## Иллюстрации
ТТХ 457/55 орудия и арт. установки для него